# Kelyphistoma
Kelyphistoma es un género de foraminífero bentónico normalmente considerado un subgénero de Almaena, es decir, Almaena (Plectostaffella), pero aceptado como sinónimo posterior de Almaena de la subfamilia Almaeninae, de la familia Almaenidae, de la superfamilia Nonionoidea, del suborden Rotaliina y del orden Rotaliida. Su especie tipo era Kelyphistoma ampulloloculata. Su rango cronoestratigráfico abarcaba desde el Chattiense (Eoceno superior) hasta el Aquitaniense (Mioceno inferior).

## Clasificación
Kelyphistoma incluía a las siguientes especies:
- Kelyphistoma abrupta †, también considerado como Almaena (Kelyphistoma) abrupta †
  - Kelyphistoma abrupta gradata †, también considerado como Almaena (Kelyphistoma) abrupta gradata †
- Kelyphistoma alavensis †, también considerado como Almaena (Kelyphistoma) alavensis †, y aceptado como Almaena alavensis †
- Kelyphistoma ampulloloculata †, también considerado como Almaena (Kelyphistoma) ampulloloculata †, y aceptado como Almaena ampulloloculata †
- Kelyphistoma caucasica †, también considerado como Almaena (Kelyphistoma) caucasica †
  - Kelyphistoma caucasica stedalia †, también considerado como Almaena (Kelyphistoma) caucasica stedalia †
- Kelyphistoma enodata †, también considerado como Almaena (Kelyphistoma) enodata †
  - Kelyphistoma enodata major †, también considerado como Almaena (Kelyphistoma) enodata major †
  - Kelyphistoma enodata varians †, también considerado como Almaena (Kelyphistoma) enodata varians †
- Kelyphistoma pemexa †, también considerado como Almaena (Kelyphistoma) pemexa †
- Kelyphistoma siphoninaeformis †, también considerado como Almaena (Kelyphistoma) siphoninaeformis †
- Kelyphistoma subcaucasica †, también considerado como Almaena (Kelyphistoma) subcaucasica †